# 西伊豆スカイライン

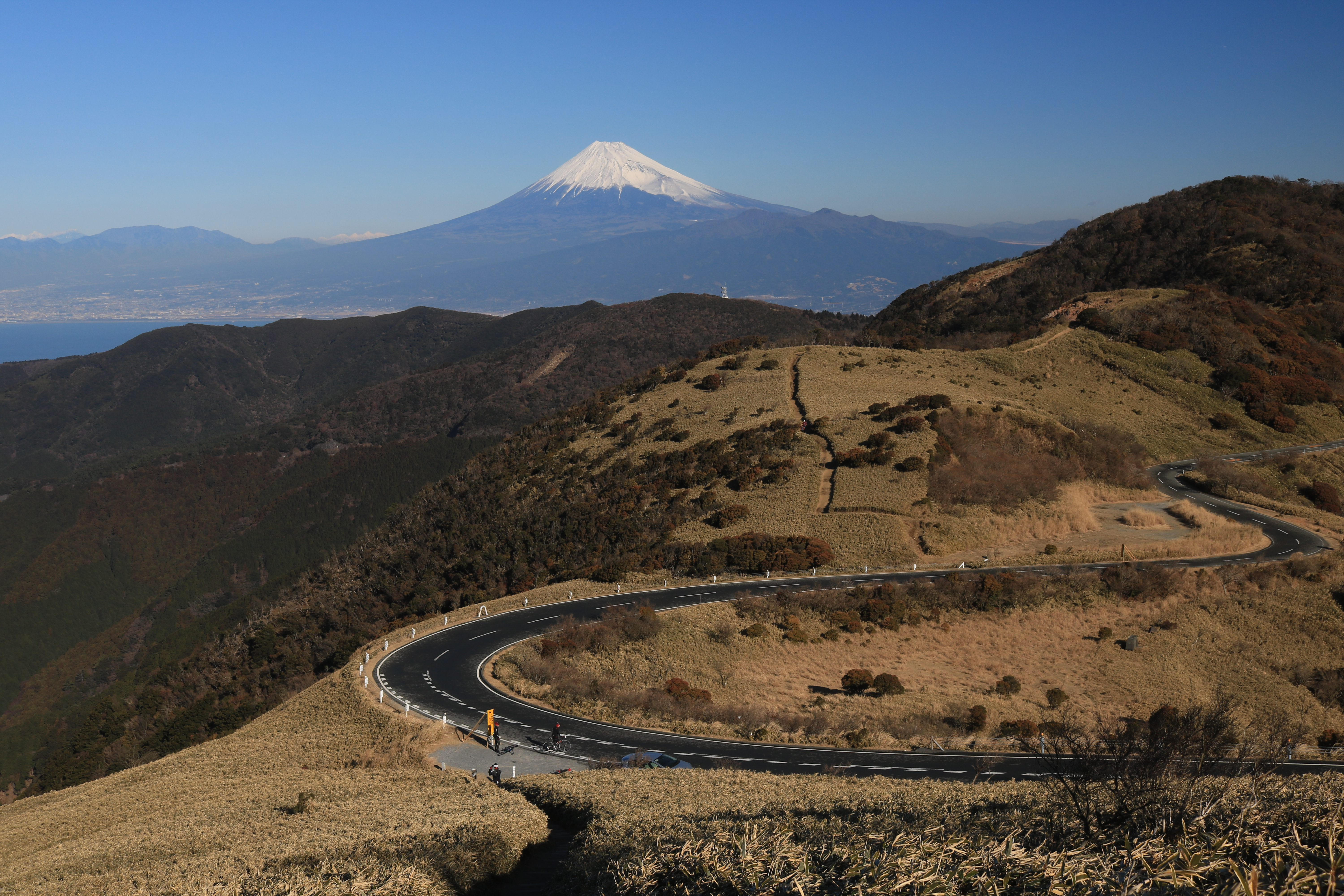
達磨山から望む西伊豆スカイラインと遠景の富士山

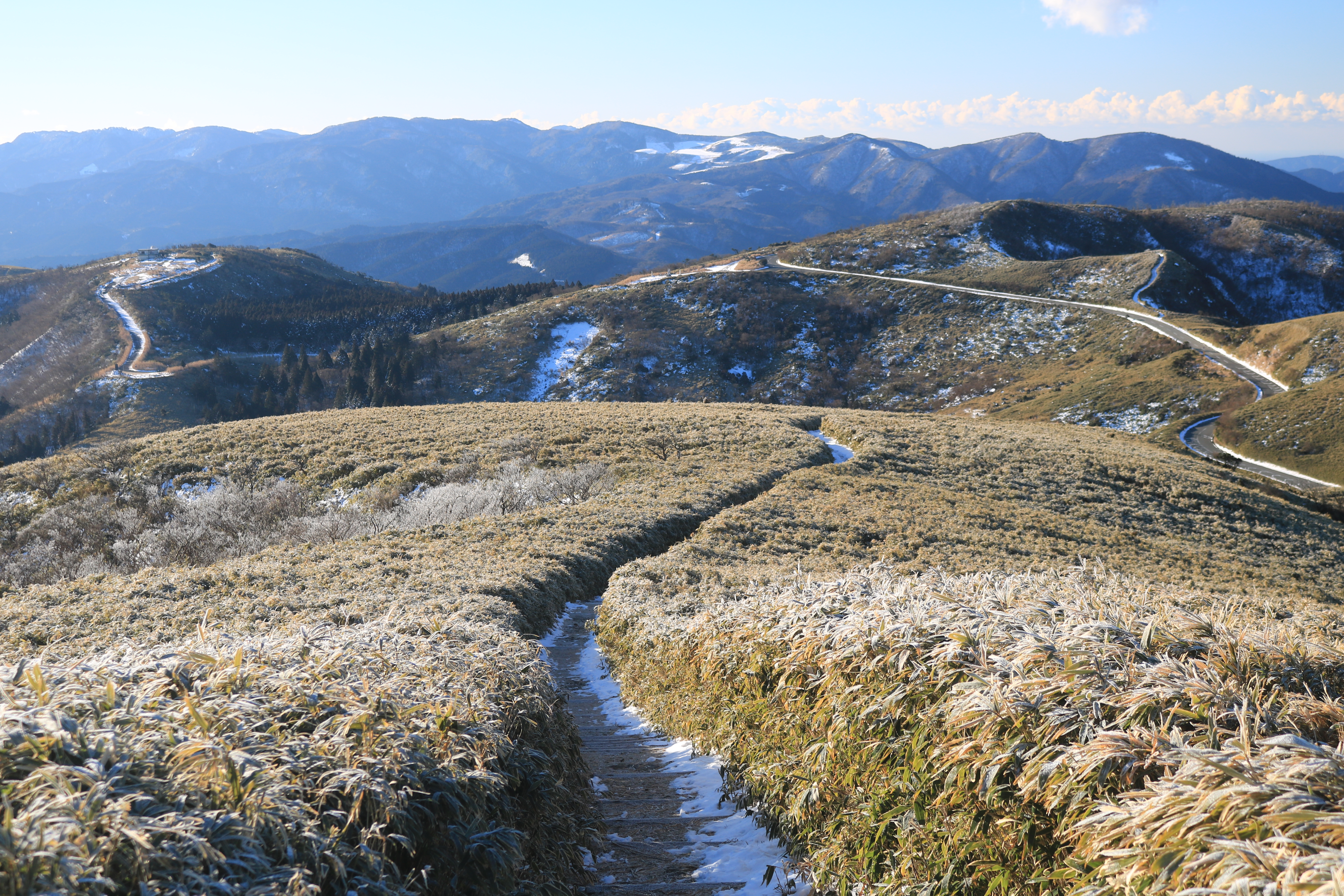
達磨山頂上から望む南側の山稜付近を通る西伊豆スカイライン

西伊豆スカイライン（にしいずスカイライン）とは、静岡県伊豆市の戸田峠から達磨山・伽藍山を通り土肥峠（船原峠）を結ぶ西伊豆の稜線上を走る延長約10.8キロメートル (km) の道路である。

## 概要
静岡県道18号修善寺戸田線の戸田峠から南へ向かい、国道136号の土肥峠（といとうげ）まで西伊豆の山稜を走る、伊豆半島を代表する山岳観光道路のひとつ。富士山と駿河湾を望む景観の良いワインディングロードで、高原の稜線上を通るため見晴らしも良く、ドライブ・ツーリングコースとしても名高い。かつては有料道路であったが静岡県に有償譲渡され、無料化された現在は、静岡県道127号船原西浦高原線の一部区間として扱われている。途中数箇所に駐車場が備えられており、その中の1つからは達磨山（だるまやま）への登山道もある。

## 歴史
- 1968年（昭和43年）9月18日：伊豆スカイライン計画線上の戸田峠・土肥峠間が一般自動車道として事業免許。事業者は静岡県道路公社。
- 1969年（昭和44年）8月30日：有料道路として供用開始。
- 1985年（昭和60年：当時の通行料は普通、小型、軽自動車とも350円。
- 1998年（平成10年）2月16日：静岡県道411号西天城高原線が平面交差することにより一部がザル区間となるため、一部区間（0.4キロメートル）が県へ有償譲渡された。その後の営業延長は6.7キロメートル。
- 2002年（平成14年）4月1日：同日集計の平均通行台数は1日158台。
- 2004年（平成16年）7月30日：静岡県道127号達磨山西浦線と西伊豆スカイラインを併合、静岡県道127号船原西浦高原線として無料開放。

## 路線状況
全線2車線。路面状況は良好で、適度なアップダウンとカーブがあり、伊豆スカイラインと比べて交通量の非常に少ない快走路となっている。終点の土肥峠は国道136号の取付道路で終わるが、ここを道なりにそのまま過ぎると、静岡県道411号西天城高原線（西天城高原道路）につながり仁科峠まで快適なワインディングロードが続く。有料道路時代の料金所は、土肥峠付近に設けられていた。

### 道路施設
- 戸田駐車場
眼下に戸田漁港を抱える戸田の街並と、駿河湾を挟んで遠方の静岡市街地を望む標高880 mの絶景ポイント。駐車場から達磨山頂へ続く遊歩道がある。

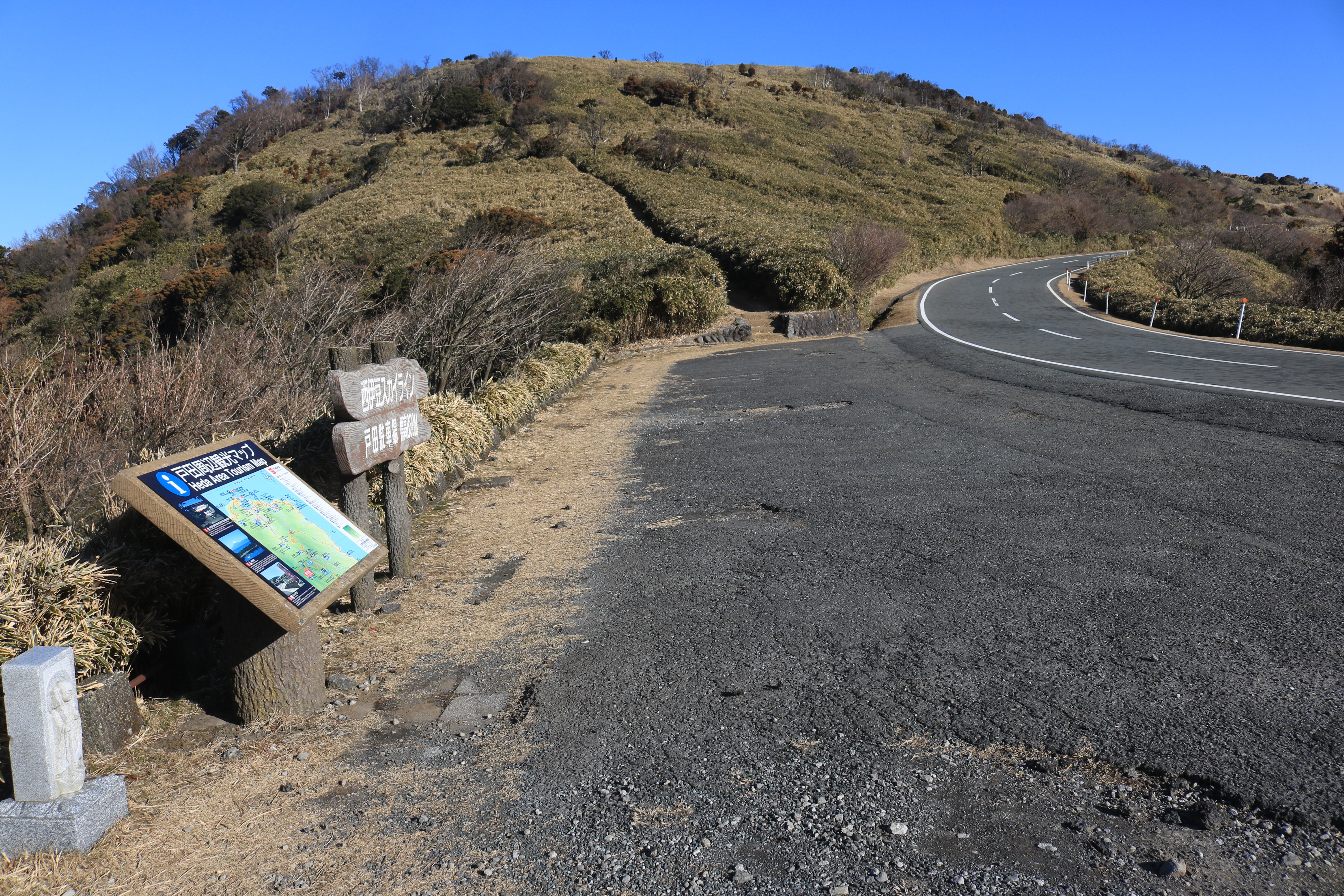
戸田駐車場と達磨山への遊歩道
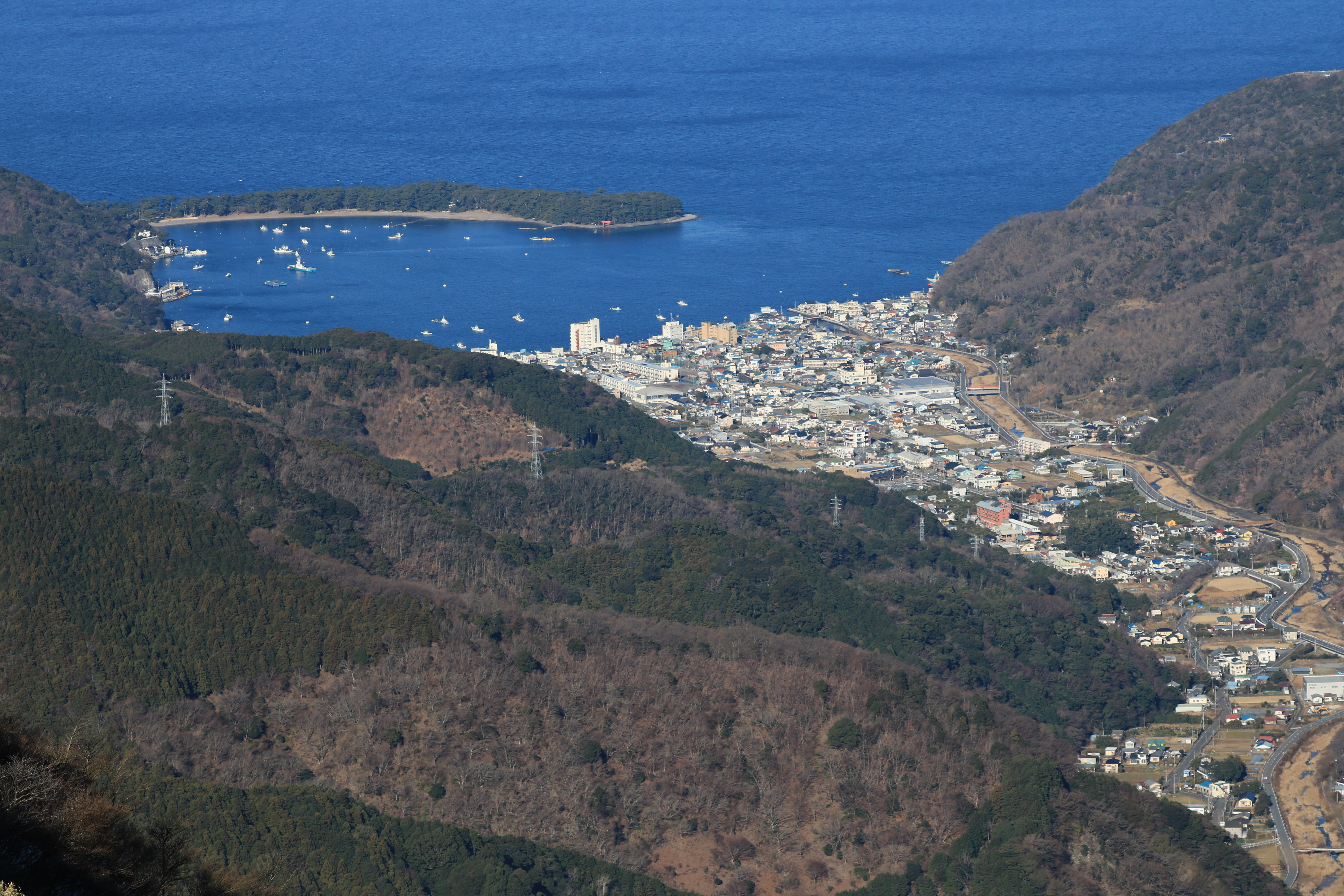
戸田駐車場から見下ろす沼津市戸田地区の展望

- 笹原駐車場
- 小土肥駐車場
標高900 mで、富士山を望む駐車場。
- 土肥駐車場
西に駿河湾を望む標高800 mの駐車場。東屋などの休憩施設がある。

## 通行料金（当時）
ここに記述しているものは無料開放される直前の通行料金である。2004年7月の無料開放後の現在は以下の料金は発生しない。
- 二輪自動車：250円
- 軽、小型、普通自動車：350円
- マイクロバス、路線バス：870円
- その他バス型自動車、大型貨物車：1,430円

## 地理
道路線形はバリエーションに富んだカーブとアップダウンが続く。ルート中盤の沿線は高い木々や土手が少なく、クマザサやツツジなどの低木で覆われており、標高900 mの尾根沿いを走るため富士山のほか駿河湾や相模灘を一望できるロケーションを楽しめる。さらに天候に恵まれれば、南アルプスの山並みも遠望できる 。道路沿いに達磨山（標高982 m）や伽藍山（標高867 m）があり、伽藍山の近くの太平洋展望台では、富士山を展望することができる。

### 通過する自治体
- 静岡県
  - 伊豆市 - 沼津市 - 伊豆市

### 交差する道路
- 静岡県道18号修善寺戸田線（伊豆市修善寺）
- 国道136号旧道（伊豆市上船原）
- 静岡県道411号西天城高原線（伊豆市上船原）※国道136号以南の路線

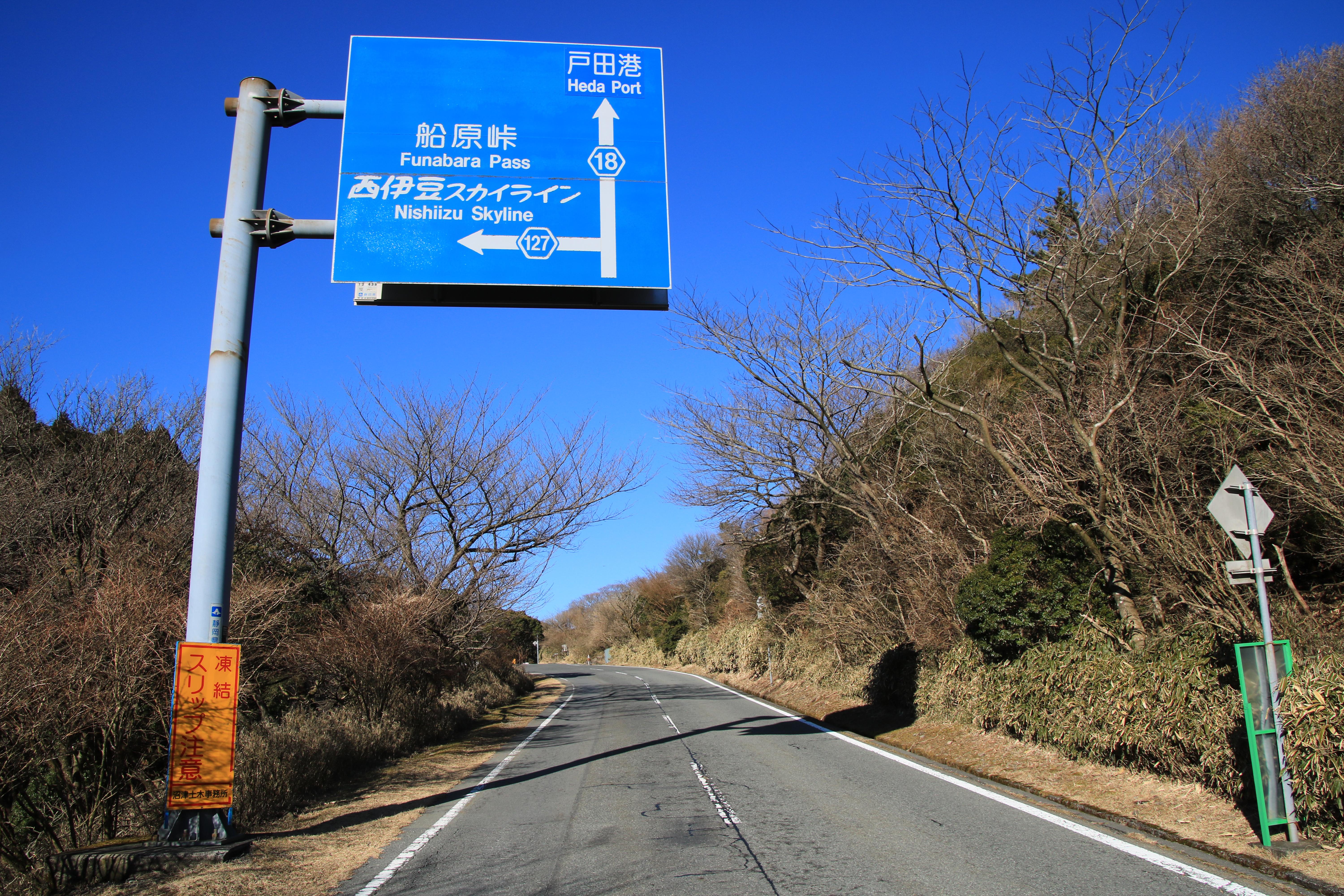
静岡県道18号修善寺戸田線との接続部の戸田峠東側（伊豆市修善寺）
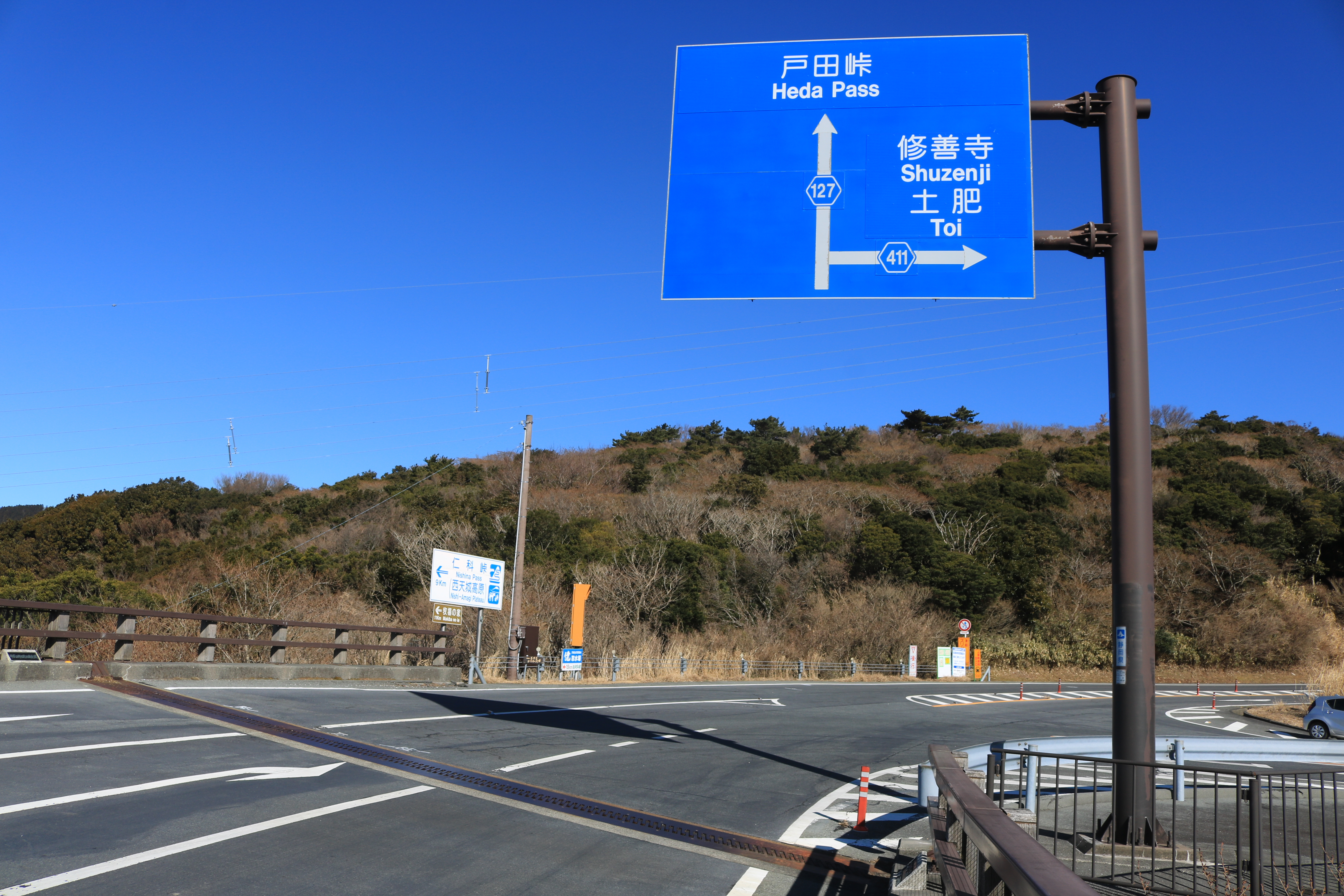
静岡県道411号西天城高原線との交差点（伊豆市上船原）